# Mk 26 (пускова установка)
Mk 26 (Mark 26) е американска ракетна пускова установка за управляеми ракети. Използва се на корабите от ВМС на САЩ и други страни за изстрелване на ракетите „Стандарт“ – SM-1 и SM-2, ASROC, и „Томахоук“.
Понастоящем е снета от въоръжение в САЩ, като стандартна пускова установка във ВМС на САЩ е заменена с установка за вертикален пуск Mk 41.

## Производство и обслужване
- Производството и регламентно обслужване на пусковите установки, техническо обслужване на място – FMC Corp., Northern Ordnance, Inc., Минеаполиски оръжеен завод от промишления резерв на флота, Минеаполис, Минесота;[2]
- Програмно-апаратен комплекс, стиковане със системата за управление на въоръжението на кораба – Syscon Corp., Вашингтон, окръг Колумбия.[3]

## Тактико-технически характеристики
| Характеристика                    | Mod 1 | Mod 2 | Mod 3 |
| --------------------------------- | ----- | ----- | ----- |
| Маса на установката без ракети, т | 77,2  | 98,9  | 120,6 |
| Боекомплект, ракети               | 24    | 44    | 64    |

## Носители
- САЩ – Ракетни крайцери тип „Вирджиния“
- САЩ – Ракетни крайцери тип „Тикондерога“ (първите пет кораба, CG 47 – 51)
- САЩ /  Тайван – Разрушители тип „Кид“

## Коментари
1. ↑  Буквите показват принадлежността към определен класː ВВ – линкор, СС, CL, СА – съответно линеен, лек или тежък крайцер, CV – самолетоносач, DD – разрушител, SS – подводница и т.н.